# Panitkin
Panitkin je priimek več oseb:
- Dimitrij Fjodorovič Panitkin, sovjetski general
- Mandy Panitkin, ameriški igralec in pevec